# Maldat

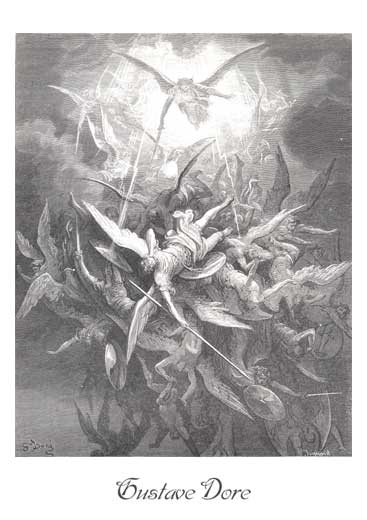
Manisfestació del Mal.

 La maldat, o també conegut com a mal, és el terme que determina la manca de bondat que ha de tenir un segons la seva naturalesa o destí. D'aquesta forma, el mal és el valor atorgat a una cosa que reuneix l'esmentada característica, de vegades apartant-se del lícit o honest, perpetrant desgràcia o calamatidat, convertint-se en conseqüència en una amenaça.
És un terme ample solia indicar un judici moral o ètic negatiu, sovint utilitzat per descriure actes intencionals que són cruels, injustos, o egoistes. Les personificacions del Mal més conegudes i temudes són Satan i Ahriman. En moltes cultures, és utilitzat descriure actes o idees que són al contrari d'alguna religió.
Pot ser estudiada per la psicologia, l'ètica o la moral, l'antropologia, la sociologia, la política, el dret, la religió, la història i la filosofia.

## Descripció
La maldat, al costat del seu oposat (la bondat), es caracteritzen per formar una dualitat present en totes les cultures conegudes, i dins del mateix ser de les persones. En general, la distinció de la maldat implica una jerarquia d'estàndards morals quant al comportament humà, dins de la qual la maldat és el menys desitjat i l'amor és el més important. Així, una persona que practica el mal és algú "malvat". Un terme similar és malícia; un criminal pot ser considerat maliciós.
Dolent és un concepte orientat a definir allò que augmenta l'esforç per aconseguir el bo. Per exemple, es considera que el blat és bo per alimentar a les nacions amb gana, ja que tot el que s'oposi a la consecució de l'esmentat objectiu, és dolent. S'estima que l'individu que respecta les normes i lleis locals, és una persona bona, ja que fomenta el sistema social en el qual viu, aquella persona que es rebel·la per cursos violents, és dolenta. La rebel·lia no sempre és dolenta si es manifesta per conductes raonables. Moltes cultures reconeixen molts nivells de comportament immoral, des de petits vicis a grans crims. Aquestes creences sovint són transportades al sistema legal de la societat, amb mètodes de judici i càstig per a les ofenses.

### La seva descripció en les religions i les creences

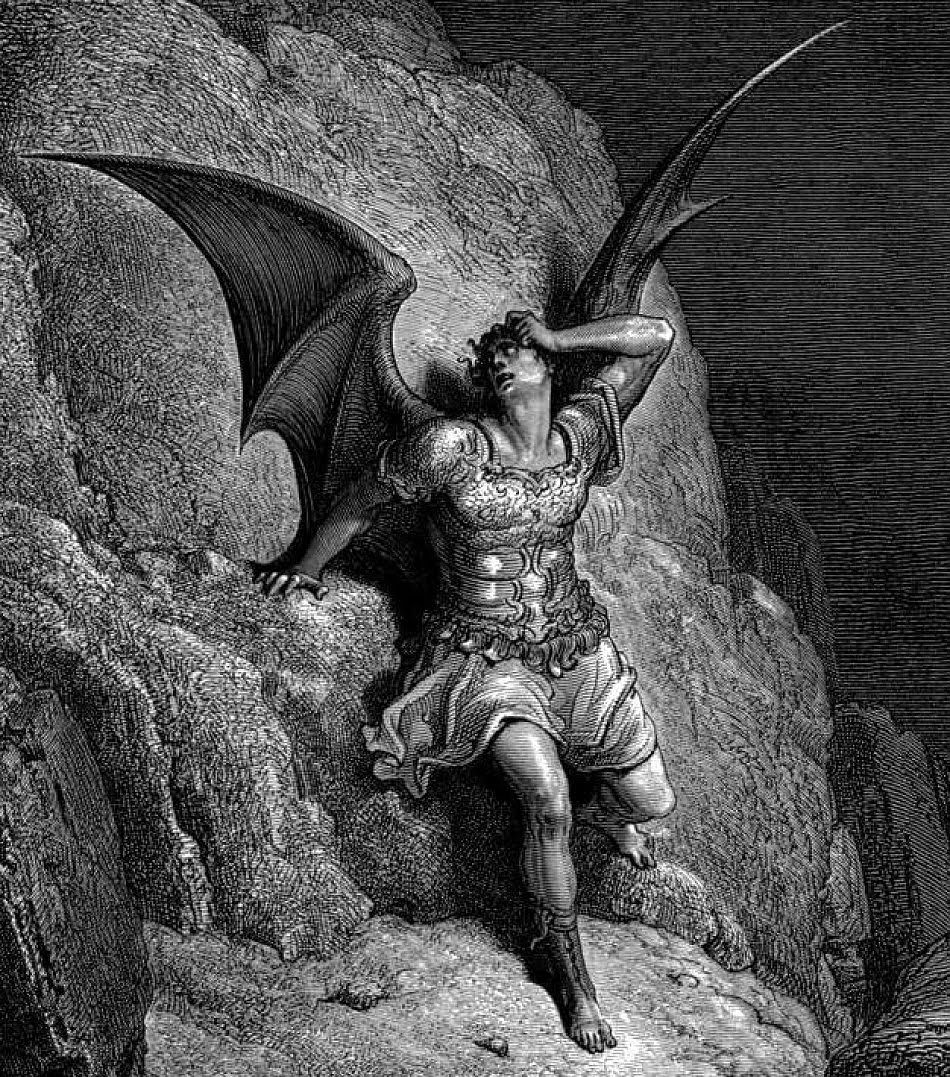
Satanàs per Gustave Doré.

Per a algunes religions, la maldat és considerada un misteri. Es creu que la vida i les seves regles són "governades" per una benevolència innata i el comportament que contradiu directament la "bondat natural" no és comprensible en termes morals i racionals. La maldat caracteritza i descriu aspectes del ser humà desviats de la naturalesa de l'amor, la justícia i el social. Les visions sobre com estan definits el bé i el mal jeuen en dos extrems. L'absolutisme moral sosté que el bé i el mal són conceptes fixos establerts per Déu, la naturalesa o alguna altra forma d'autoritat. El relativisme moral sosté que els estàndards del bé i el mal són sols productes de la cultura local o prejudicis. D'altres religions, com el maniqueisme, consideren que el bé i el mal són dos pols naturals de l'ésser humà i principis generals.
Sense importar la font de les seves definicions, totes les cultures humanes tenen una sèrie de "creences naturals" sobre quines coses són malvades. Les maldats naturals generalment inclouen la mort accidental, les malalties i altres desgràcies. Les maldats morals generalment inclouen la violència, la traïció i altres comportaments destructius cap a d'altres, encara que el mateix comportament cap a persones alienes a un grup pot ser considerat bo. Les religions judeocristianes junt amb l'islam i d'altres, se centren en gran manera en els conceptes del bé i el mal i això ha estat causa de nombrosos debats religiosos. Moltes cultures i mitologies personifiquen el mal, com Satanàs en el cristianisme. D'altres descriuen als esperits i a dimonis malvats com els incitadores dels actes de maldat.
Fer el mal a voluntat contra els principis divins es considera pecat.

### La seva descripció com a conducta i personalitat
Molts sociòlegs, psicòlegs i neuròlegs han intentat construir explicacions científiques sobre el desenvolupament de característiques especials d'una personalitat del tipus "antisocial", coneguda com a sociòpata. El sociòpata es caracteritza per ser egocèntric a l'extrem, sense consciència ni remordiments pel dany que ha causat a d'altres. Tanmateix, el diagnòstic de personalitat amb trastorn antisocial (abans anomenat psicopàtic) és de vegades criticat per ser, actualment, no més científic que cridar a una persona malvada.
El que els crítics veuen com una simple determinació moral és disfressat, segons discuteixen, amb un nom de to científic, però no és cap proveïda descripció completa d'un mecanisme pel qual l'anormalitat pugui ser identificada. En altres paraules, segons afirmen els crítics, els "sociòpates" són anomenats com a tals perquè són primer creguts malvats, una determinació no derivada d'un mètode científic; sinó més aviat del codi moral del tipus de societat que ho jutja.
La maldat també ve a ser part de la voluntat interna, que decideix elegir viure la seva vida sota el domini del mal. La seva maldat és evidència de l'intern. El dany que ocasiona als altres és la prova de l'existència del mal. Dominat pel fruit del mal, l'egoisme, l'enveja, i la incapacitat de remordiment, perdent amb aquest, l'últim que li queda del bé en seu ser. Sent així, ja no surt d'aquest estat de foscor. En la consciència es torna incomprensible i irracional, vivint sense fe, en estat mortis. Sense saber-lo en vida perd tot al seu voltant, sense adonar-se, i acaben aïllats del tot, amb deliri de persecució en la seva consciència, esperant el seu final cada dia, sense valor cap a la vida mateixa i cap a si mateix, convertint-se en un psicòpata, adorador del fruit que causa el sofriment amb els seus actes, descarregant-lo en els altres. Depenent, la seva intenció mental realitza actes físics contra un objecte viu i material, evident força del mal que domina seu ser intern, per voluntat pròpia elegeix ser així.

## El mal per la psicologia
Una investigació en què han participat psicòlegs danesos i alemanys i que va realitzar 2.500 enquestes ha resumit el caràcter de la maldat humana o perversitat en nou trets que han anomenat "factor fosc de la personalitat" o "Factor D". Aquests trets "maximitzen l'interès individual" conscientment "sense tenir en compte la seva inutilitat ni el mal que pot exercir sobre una altra persona o els altres". Aquests "nou trets foscos" són
1. Egoisme, definit com a "preocupació excessiva pel benefici propi a costa dels altres i de la comunitat".
2. Maquiavelisme: "Actitud manipuladora i insensible envers els altres, acompanyada de la convicció que la fi justifica els mitjans".
3. Desconnexió moral: "Un estil de processament cognitiu que permet comportar-se de manera amoral sense sentir remordiment algun per això".
4. Narcisisme: "Una auto-admiració excessiva, acompanyada d'un sentiment de superioritat i d'una necessitat extrema d'atreure constantment l'atenció dels altres".
5. Arrogància psicològica: "Creença persistent que un és millor que els altres i, per tant, mereix ser tractat millor".
6. Psicopatia: "Falta de empatia i autocontrol, al que s'afegeix el comportament impulsiu".
7. Sadisme: "Desig d'infligir mal" o violència "mental o física a altres per plaer".
8. Interès propi: "Desig de promoure i destacar el propi estatus social"
9. Rancor: "Destructivitat i disposició a causar violència o dany als altres, fins i tot a costa d'infligir-se dany a si mateix".

La tríada fosca reuneix els trets més comuns.

## El mal per a l'ètica

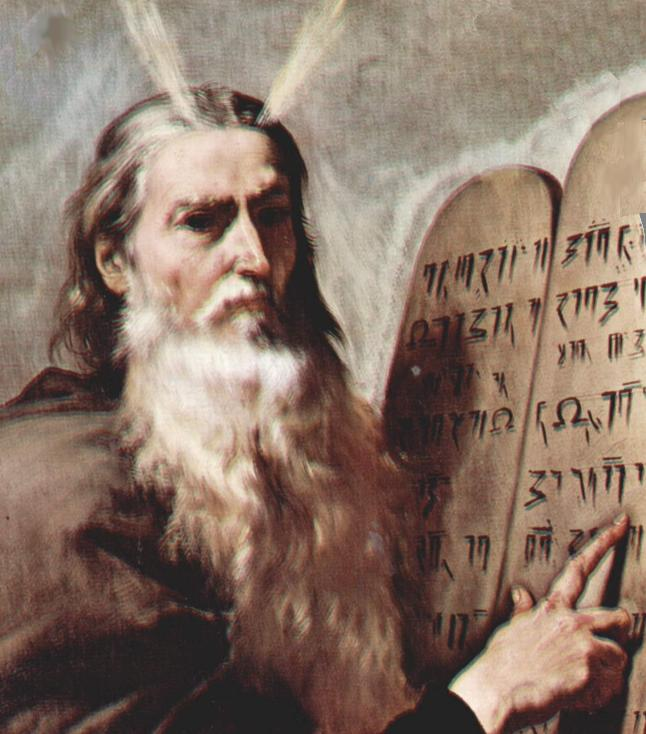
Moisès portant les Taules de la Llei per Josep de Ribera, (1638)

Per a l'ètica és una condició negativa atribuïda a l'ésser humà que indica l'absència de principis morals, bondat, caritat o afecte natural per l'entorn i els ens que figuren en ell.

## El mal per a la filosofia

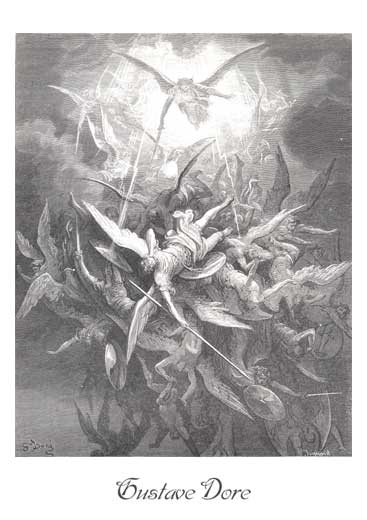
Caiguda de Satán, gravat de Gustave Doré per a il·lustrar un passatge del Paradís perdut de John Milton. Non serviam!, "No serviré!", va cridar Satanàs. L'àngel caigut Mammon afirma en l'obra de Milton que «és millor regnar en l'infern que servir en el cel».

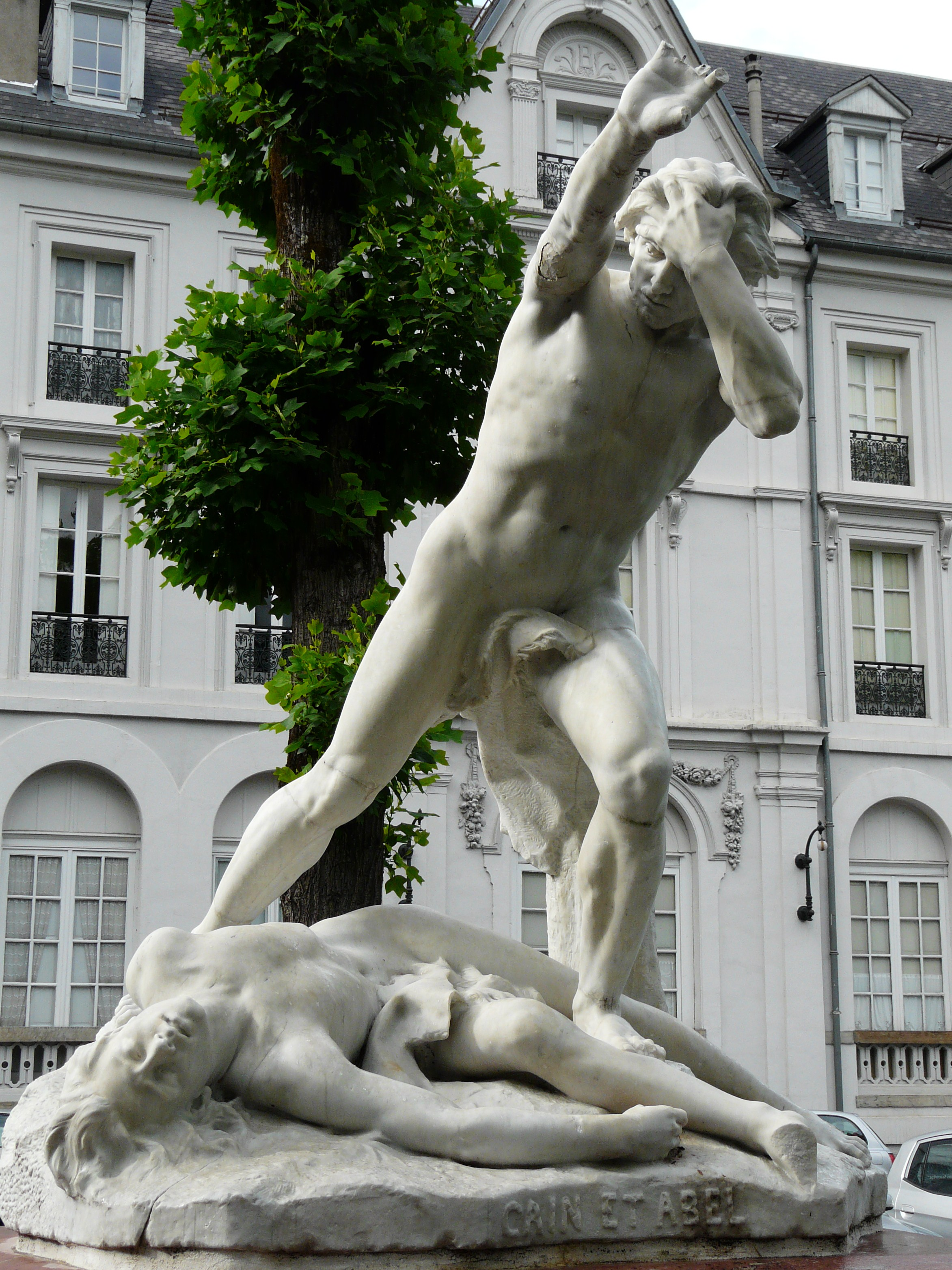
Grup escultòric de Caín i Abel a Bagnères-de-Luchon

La més recent exposició del problema del mal des del punt de vista de la història de la filosofia l'ha fet Rüdiger Safranski en la seva Das Böse oder Das Drama der Freiheit / El mal o El drama de la llibertat (1997). La qüestió filosòfica sobre la naturalesa del mal depèn de si la moralitat és absoluta, relativa o il·lusòria. Conformement a això s'oposen diferents conceptes i escoles de pensament: per a l'absolutisme moral, el bé i el mal són conceptes incondicionats i establerts per una deïtat o deïtats, per la naturalesa, per la moral, pel sentit comú o per alguna altra font. Per al relativisme moral, les normes del bé i del mal són variables i productes d'una cultura local, costum o prejudici determinats. Per a l'amoralitat, el bé i el mal manquen de sentit, ja que no existeix un ingredient moral en la naturalesa. L'universalisme moral intenta trobar un compromís entre el sentit absolut de la moral i el punt de vista relativista, afirmant que la moralitat només és flexible fins a un cert punt, i que el que és realment bo o dolent es pot determinar mitjançant l'examen del que es considera comunament com el mal entre tots els éssers humans.
Per al fenomenòleg Max Scheler, els valors són noemes essencials i absoluts, però la seva realització històrica no és absoluta; l'home els va descobrint i realitzant en la història progressivament. Així, Scheler descriu el fenomen de ceguesa axiològica en la Història: hi ha èpoques en les quals no es veuen uns certs valors que posteriorment són palpables. Així que determina l'existència d'un ethos històric. Així com els valors són absoluts en l'ètica, en l'ètica històrica són relatius a l'època considerada; hi ha una certa relativitat temporal, i això condiciona les nostres pròpies decisions de valor.
Entre els problemes que l'existència de malament ha plantejat tots els temps, un és de particular importància: la qüestió del que és el mal o la maldat i per què existeix així com el seu concepte antagònic, el bé o bondat. Escoles filosòfiques dualistes com el maniqueisme plantegen l'existència d'aquests dos principis antagònics. Sòcrates, en la seva teoria de l'intel·lectualisme moral, identifica el mal amb la ignorància. Per al seu deixeble Plató el mal és allò en què no participa de cap manera la idea del Bé i entén que com les idees són perfectes i positives, tot el dolent és imperfecte i exclusiu del món sensible, i va escriure que hi ha relativament poques maneres de fer el bé i per contra infinitat de maneres de fer el mal i que poden tenir un impacte molt major en les nostres vides i les vides d'altres éssers capaços de sofriment. Segons Plotí, la matèria és identificada com el mal i com la privació de tota forma d'intel·ligibilitat.

El teòleg del segle v Agustí d'Hipona va mantenir en el seu Enchiridion sobre la fe, l'esperança i l'amor que el mal existeix com una "absència del bé". La ignorància és un mal, però només és l'absència de coneixement, que és bo; així mateix la malaltia és l'absència de salut i la crueltat ho és de compassió. Atès que el mal no té realitat positiva per se, no pot causar-se la seva existència, per la qual cosa Déu no és el responsable d'ella. En la seva forma més forta, aquest principi identifica al mal com a absència de Déu, que seria l'única font de tot el que és bo. El teòleg del segle xiii Tomàs d'Aquino va sistematitzar la concepció agustiniana del mal, completant-la amb les seves pròpies reflexions en la Summa Theologica.
| «                                   | Escriu Sant Agustí a Enchiridio: Déu, per ser el bé summe, de cap manera permetria que hi hagués algun tipus de mal en les seves obres, tret que, per ser omnipotent i bo, del mal tragués un bé. Això pertany a la infinita bondat de Déu, que pot permetre el mal per a treure d'ell un bé. | » |
| — Suma teològica - Part I - c.2 - 3 | |   |

 Ja en el renaixement, per a Maquiavel, els homes només són dolents quan la seva irrefrenable inclinació a sadollar els seus propis anhels no troba oposició provocant el mal dels altres, la qual cosa fa necessària a la llei i a l'Estat; així doncs, els homes només són dolents quan se'ls jutja segons el criteri del bé comú. Per a Thomas Hobbes, inversament a Rousseau, l'home és dolent per naturalesa i a causa d'un egoisme fonamental i per un primari instint de supervivència en la guerra de tots contra tots, "és un llop per a l'home"; Spinoza afirma que el bo és tot el que és útil per a nosaltres, mentre que el mal és "el que sens dubte sabem que ens impedeix posseir tot el que és bo". A més afirma que "el coneixement del mal és un coneixement inadequat" Leibniz afirma en el seu Assaig de Teodicea. Sobre la bondat de Déu, la llibertat de l'home i l'origen del mal (1710) que el bé és més abundant en el món que el mal, perquè vivim "en el millor dels mons possibles". David Hume, en la seva obra Diàlegs sobre la religió natural (1755), torna a formular el problema en els termes en els quals ja l'havia formulat el grec Epicur: “És que Déu vol prevenir la maldat, però no és capaç? Llavors no seria omnipotent. És capaç, però no desitja fer-ho? Llavors seria malèvol. És capaç i desitja fer-ho? D'on sorgeix llavors la maldat? És que no és capaç ni desitja fer-ho? Llavors per què anomenar-lo Déu?”.
La il·lustració al segle xviii va tornar a replantejar-se la qüestió. Rousseau afirmava que "l'home és bo per naturalesa" i és la societat la que el corromp; així mateix, "no fer el bé ja és un mal molt gran"; Voltaire, en canvi, no distingeix entre el mal de la naturalesa o físic i el mal moral o perversitat i rebutja la doctrina del pecat original, però no obstant això proclama l'existència del dolor i la seva consciència en l'home i el benefici de l'esperança. Edmund Burke afirma que "perquè triomfi el mal, n'hi ha prou que els homes de bé no facin res". Segons Kant, l'ésser humà tindria una propensió cap al mal, malgrat la seva disposició original per al bé. La tasca del bondadós seria, doncs, segons el seu imperatiu categòric, la de donar exemple com heroi o màrtir.
Ja en el segle xix, Arthur Schopenhauer va sostenir que el mal és una cosa real, sent aquest la norma més que l'excepció i que el bé és l'absència del mal. A El món com a voluntat i representació va criticar la cosmovisió optimista de filòsofs com Leibniz segons la qual aquest és el millor dels mons possibles en concloure que vivim en el pitjor dels mons possibles, almenys físicament, perquè si el món estigués organitzat d'una manera una mica pitjor, la vida ni tan sols podria existir; després "el món és tan dolent com pot ser possible, si existeix en absolut". La gran quantitat del mal en el món li va servir a Schopenhauer com a evidència de mal disseny. "La [meva] conclusió va ser que aquest món no podia ser l'obra d'un Ésser que tot l'estima, sinó més aviat la d'un dimoni, que havia portat a l'existència a les criatures per a delectar-se amb el seu sofriment".
Friedrich Nietzsche va intentar redefinir l'ètica en la seva Més enllà del bé i el mal (1886), on s'afirma que cal superar la moral judeocristiana i els filòsofs del futur deuen transmutar els seus valors creant-se uns altres més propis i fundats en la voluntat de poder, el vitalisme dionisiaco, la imaginació i l'autoafirmació, negant una moral universal i per tant un mal únic per a tots els éssers humans. Hannah Arendt, a Eichmann a Jerusalem. Un estudi sobre la banalitat del mal (Barcelona: Lumen, 1999) represa la qüestió del mal radical kantià, polititzant-lo. Analitza el mal quan aquest se cenyeix a grups socials o al propi Estat. Segons l'autora, el mal no és una categoria ontològica, no és natural ni metafísic. És polític i històric: és produït per éssers humans i es manifesta només quan troba espai institucional i estructural per a això, a causa d'una elecció política. A la trivialització de la violència correspon, per a Arendt, el buit del pensament on la banalitat del mal s'assenteixi.

### Definicions de filòsofs
- Tomàs d'Aquino: "Com que tot ser, com a tal, és bo, i el mal, en la mesura en què existeixi, pertany al no-ser".
- Francisco Suárez: "[…] El mal no pot ser una cosa positiva que per la seva naturalesa i en si mateix sigui dolent totalment, el mal pel qual una cosa es denomina dolenta no és una cosa o forma positiva ni tampoc és una mera negació, sinó que és la privació de perfecció deguda a la seva ser".
- Descartes: "[…] Segons la filosofia, el mal no és gens real, sinó només una privació".
- Malebranche: "El mal es pot prendre de tres maneres: com a privació del bé, com a dolor, o com la cosa que causa privació del bé o que produeix dolor".
- Leibniz: "El mal pot ser metafísic, físic i moral; el mal metafísic consisteix en la simple imperfecció, el mal físic en el patiment, i el mal moral en el pecat".
- Sartre: "El mal és el altre nascut de la por que l'home honest té davant la seva llibertat, és una projecció i una catarsi […] el altre que l'ésser, el altre que el bé, el altre que si mateix".